# Nocebo (film)
Nocebo è un film del 2022 diretto da Lorcan Finnegan.

## Trama
Durante una sfilata della sua nuova collezione, la stilista Christine riceve una telefonata che la sconvolge. Subito dopo ha un'orribile visione in cui un cane pieno di zecche le scaglia addosso tali insetti. Da quel momento, la donna accusa un terribile malessere psicologico che le impedisce di lavorare, prendersi cura di sua figlia e vivere una vita normale. Le medicine presto la aiutano a stare meglio, al punto da riuscire a proporre una collezione di abiti che soddisfa molto i suoi superiori, per quanto le vengano comunque richieste modifiche. Proprio in questo momento, una donna filippina di nome Diana si presenta alla sua porta, affermando di essere stata assunta da Christine come domestica. Christine, che a causa del suo malanno è affetta anche da vuoti di memoria, le crede pur non ricordandosene e la aiuta a preparare la sua nuova stanza.
Quella sera, quando marito (Felix) e figlia (Bobs) scoprono entrambi la presenza della donna, ne risultano entrambi infastiditi. Diana non dà comunque peso all'accaduto e prepara una cena tipica filippina per tutti, riuscendo in questo modo a ingraziarsi le simpatie dell'uomo ma non della bambina. Man mano che passano i giorni, mentre Christine ha alti e bassi, Diana fa in modo da essere sempre più presente all'interno delle loro vite, arrivando infine a raccontare a Christine parte della sua storia. La donna rivela che, poiché da bambina aveva assistito alla morte di una Ongo, era stata posseduta dalla sua anima ed aveva sviluppato lei stessa poteri magici in grado di curare o maledire il prossimo. 
Ottenuta la fiducia di Christine, Diana inizia a praticare dei riti che riescono effettivamente a farla stare molto meglio, al punto da riuscire a completare le correzioni che le erano state richieste sulla sua collezione. La donna ha comunque alti e bassi che la rendono dipendente dai riti di Diana. Non riuscendo più ad accompagnare sua figlia a scuola, Christine affida completamente la piccola a Diana, che conquista in questo modo la sua fiducia. Felix diventa tuttavia più sospettoso e chiede alla domestica di smettere di praticare i suoi riti, tuttavia la donna lo minaccia sottilmente e fa magicamente sì che l'uomo causi la morte di Big Bird, il canarino di sua figlia. In questo modo, la bambina inizia a odiare suo padre e si schiera maggiormente con la domestica.
Il giorno dopo, mentre Diana consente alla piccola Bobs di marinare la scuola, Felix perquisisce la sua camera da letto e trova le medicine di sua moglie sotto il letto della domestica, che a sua volta aveva affermato di averle buttate perché ormai inutili. Christine si convince allora che la domestica le ha somministrato i farmaci col cibo per poi fingere che fossero i suoi riti a farla stare meglio: Diana viene quindi cacciata via, ma non prima di riuscire a chiedere un favore a Bobs: quello di dire a sua madre che le medicine stavano in realtà nella macchina del padre. In questo modo, la donna si convince che l'uomo abbia voluto liberarsi di Diana per ristabilire il suo controllo sulla moglie.
Contemporaneamente, Diana fa sì che Felix cada nelle scale e finisca in ospedale e che la malattia di Christine peggiori irrimediabilmente ed abbia una forte crisi sul posto di lavoro. Subito dopo, Diana torna a casa di Christine e completa il suo rito: in questo modo, Christine scopre che Diana lavorava in una fabbrica in cui venivano prodotti i suoi vestiti. Tale fabbrica, in cui porte venivano tenute chiuse a chiave per via di un ordine della stessa Christine, era stata colpita da un incendio accidentale in cui erano morte numerosissime persone. In quel momento, Diana era fuori per comprare dell'acqua di cocco per sua figlia, tuttavia la sua bambina era nella fabbrica perché Diana non poteva permettersi di lasciarla a qualcun altro: la bambina è morta dopo atroci sofferenze.
Diana rivela dunque che la malattia di Christine era stata provocata da un suo sortilegio fin dall'inizio: la donna era successivamente partita dalle Filippine dopo aver salutato i suoi cari per un'ultima volta. Christine piange e la supplica di perdonarla, tuttavia Diana fa sì che Christine percepisca le stesse sensazioni e le stesse ferite ricevute da sua figlia, come se fosse lei stessa all'interno di un incendio. Mentre Christine perisce, Diana chiede all'ignara Bobs di aspettarla in giardino: Diana si butta dalla finestra e suicidandosi davanti agli occhi della bambina. In questo modo, l'anima della Ongo si reincarna nella bambina, che a sua volta svilupperà le competenze magiche. Proprio in quel momento, Felix ritorna a casa e scopre la tragedia appena consumatasi.

## Produzione
Il film trae ispirazione da un reale fatto di cronaca, un incendio del 2015 in cui 75 persone che lavoravano in una fabbrica di scarpe filippina morirono in un incendio. Le riprese si sono svolte nella città di Dublino.

## Distribuzione
Il film è stato distribuito da Vertigo Films nel mercato europeo e da TBA Studios nelle Filippine, approdando in entrambi i casi nei cinema a partire dal dicembre 2022. Negli Stati Uniti è invece approdato su Shudder a partire dal febbraio 2023.
In Italia è stato presentato a novembre in anteprima fuori concorso al quarantesimo Torino Film Festival e, a febbraio, reso disponibile in streaming sulle principali piattaforme.

## Accoglienza
Sull'aggregatore Rotten Tomatoes il film riceve il 71% delle recensioni professionali positive con un voto medio di 6,2 su 10 basato su 56 critiche, mentre su Metacritic ottiene un punteggio di 58 su 100 basato su 6 critiche.